# Township
Township – w krajach anglojęzycznych rodzaj jednostki podziału terytorialnego niższego rzędu lub miejscowości. Dokładne znaczenie tego terminu różni się w poszczególnych krajach (dosłownie oznacza ono okręg miejski, ale np. w USA nazywa się tak głównie obszary wiejskie). 
W Stanach Zjednoczonych civil township to zazwyczaj obszar nieposiadający wyraźnego centrum, zwykle składający się z luźno z sobą związanych farm, innych jednostek gospodarczych i mieszkalnych. Termin jest zazwyczaj nieściśle tłumaczony na polski jako „gmina”. Ma takie same prawa samorządowe jak miasto. 
Słowo township w kontekście kanadyjskim tłumaczy się na język polski jako kanton, ze względu na francuską nazwę tej jednostki (canton).
Census township to okręgi wyznaczone na potrzeby dokładnego określenia własności gruntów oraz spisów powszechnych. Są to kwadraty o wielkości 36 mil kwadratowych, na które podzielone są poszczególne stany.